# Shay
Shay (prononcé en anglais :/ʃaj/), est une rappeuse, chanteuse et auteure-compositrice-interprète belge, née Vanessa Lesnicki le 16 août 1992 à Bruxelles.
Elle fait ses premiers pas de rappeuse en 2011 avec le rappeur Booba sur la chanson Cruella, pour ensuite signer dans son label 92i et sortir son premier album le 2 décembre 2016. Ce dernier est intitulé Jolie Garce, il est certifié disque de platine et inclut PMW, l'un de ses plus gros succès.
Elle publie son second album le 8 mai 2019, sous le label Capitol Music France, Antidote sur lequel est présent le rappeur Niska. Ce disque sera également certifié disque de platine.
Puis le 19 janvier 2024, elle sort son troisième album Pourvu qu'il pleuve sous son propre label créé en 2021, Jolie Garce Records.
En parallèle de sa carrière musicale, elle intègre le jury de l’émission Nouvelle École en compagnie de SCH et Niska.
Le 13 mai 2025, elle remporte la flamme de l'artiste féminine de l'année ainsi que la flamme de la révélation scénique de l'année.

## Biographie

### Jeunesse
Elle naît le 16 août 1992 à Bruxelles, d'un père informaticien belge d'origine polonaise et d'une mère fiscaliste belge d'origine kino-congolaise. Vanessa Lesnicki, dite Shay, grandit dans les communes de Molenbeek-Saint-Jean et Saint-Josse-ten-Noode à Bruxelles. Elle a deux frères. Dimitri, son frère jumeau, à qui elle fait référence dans plusieurs de ses chansons et Olivier, dit Le Motif. Elle est la petite-fille de l'artiste chanteur congolais Tabu Ley Rochereau, premier artiste africain et congolais à se produire à l'Olympia de Paris en 1970. Ce dernier l'a surnommée « Shay » qui, en yanzi, signifie « Celle qui apporte la lumière »,. Elle déclare à son sujet qu'il est le premier à l'avoir initiée au monde de la musique, l'ayant présentée à son public alors que celle-ci n'avait jamais envisagé cette carrière. Elle est la nièce du rappeur Youssoupha qui lui fait d’ailleurs un clin d’œil dans son titre Polaroïd Experience.
Issue d’une famille modeste, son père, en décrochant un poste à la Commission européenne, obtient le droit de scolariser ses trois enfants (les jumeaux Vanessa et Dimitri et Olivier, l’aîné) dans des écoles de qualité. Cependant, ne supportant pas le décalage avec ses camarades issus de milieux aisés, elle décroche.
Durant son adolescence, elle sèche les cours, a de mauvaises fréquentations, se met à vendre de la drogue et cause beaucoup d’ennuis à ses parents. Ceux-ci décident de l’envoyer un an à Kinshasa, en république démocratique du Congo, dans l’espoir de la voir revenir métamorphosée. Mais, à son retour en Belgique, il n’en sera rien. Elle séjournera également à Djibouti durant quelques mois en 2009.
Admirant le bandit new-yorkais Frank Lucas qui a inspiré le film American Gangster de Ridley Scott et la trafiquante de drogue colombienne Griselda Blanco, elle se rêve grand bandit. Un sursaut d’orgueil la pousse à passer le CESS, équivalent belge du baccalauréat, en candidat libre, qu’elle obtient.
Dans sa chanson BXL, elle parle de son quotidien à Bruxelles. Elle y exprime une certaine nostalgie et un attachement à cette ville où elle a vécu énormément de bonnes et mauvaises choses.

### Carrière dans la musique

#### Le déclic de la musique
Le déclic musical n’intervient qu’à ses 20 ans. Son frère, Olivier Lesnicki, jeune producteur surnommé Le Motif, qui compose nombre de titres sur son premier album, lui écrit une reprise du titre BMF de Rick Ross et réalise un clip qui parvient entre les mains du rappeur français Booba. Ce dernier l'invite alors dans sa mixtape Autopsie Vol. 4 dans laquelle elle interprète ses côtés le titre Cruella, enregistré à Bruxelles. Elle effectue avec lui sa première scène, Booba l'invitant à son concert à Bercy le 1er octobre 2011 devant une foule de 17 000 personnes,. Après ce premier contact avec la musique, elle la délaisse rapidement et retourne à ses travers, perd des proches, se retrouve seule et à la rue. Elle quitte alors Bruxelles pour Londres dans le but de gagner de l'argent et financer ainsi son ambition musicale.

#### 92i etJolie Garce(2016-2017)
En 2014, de retour à Bruxelles, Shay intègre finalement le label 92i et sort plusieurs singles, comme XCII et 1200.
Au début de l'été 2016, Shay sort le premier single de l'album qui va véritablement la révéler au grand public. Le titre, intitulé PMW, connaît rapidement le succès et est certifié single de platine huit mois après sa sortie. Le 7 octobre 2016, Shay sort le clip du titre Biche, extrait de son album, visionné plus de 8 millions de fois. Quelques semaines plus tard, elle dévoile le troisième single de son album intitulé Cabeza composé par Dany Synthé. Le titre est certifié single d’or,.
Shay sort finalement son premier album Jolie Garce le 2 décembre 2016, mélange de rap hardcore, RnB moderne, de pop, de dance et de rythmiques africaines,. L'album est certifié disque d’or en août 2017, puis disque de platine en novembre 2024. Le 17 février 2017, Shay dévoile le clip du single Thibaut Courtois, clin d’œil au gardien de football belge de l'équipe nationale et du Real Madrid.
Après l’exploitation de son album, Shay marque un retrait de la scène musicale. Booba confirme son départ du label 92i après des rumeurs insistantes et annonce que son prochain album ne sera plus signé chez ce dernier.

#### Antidote (2019-2020)
Après un long silence, Shay dévoile un extrait d’un titre intitulé Notif sur les réseaux sociaux. Elle dévoile par la même occasion son retour en studio avec les producteurs Heezy Lee, Junior à la Prod et Le Motif sur Instagram. Shay collabore également avec Jul sur le titre Pim Pom, extrait de l’album de ce dernier Inspi d'ailleurs.
Elle signe finalement son retour en publiant le titre Jolie accompagné d’un clip. Le premier single est suivi de Notif, le titre teasé quelques mois plus tôt, qui fait figure de second single.
Laissant planer le doute et alimentant les multiples théories sur le nom de son deuxième album en jouant avec de nombreux indices issus de ses trois premiers extraits, elle révèle finalement le nom de celui-ci, Antidote qui sort le 10 mai 2019,.
Le 1er juillet 2019, elle sort le clip du titre Liquide en duo avec Niska qui est certifié single de diamant. L’album est certifié disque de platine.
Netflix annonce en octobre 2020 que Shay, aux côtés des rappeurs Niska et SCH, sera membre du jury de l'émission Rhythm + Flow : Nouvelle École, adaptation francophone de son émission américaine Rhythm + Flow, un concours musical dédié au rap où le jury est composé de trois personnalités influentes du hip-hop (aux États-Unis : Cardi B, Chance the Rapper et T.I.) qui partent à la recherche des prochaines révélations de la scène rap. La version francophone est diffusée sur la plateforme en 2022. Les trois artistes se rendent dans leurs villes natales pour dénicher des talents : Bruxelles pour Shay, Paris pour Niska et Marseille pour SCH,,.

#### Pourvu qu'il pleuve (depuis 2022)
Le 13 avril 2022, après plus de deux ans d'absence, elle publie des photos et une vidéo sur ses réseaux sociaux, révélant de nouveaux visuels.
Le 24 avril, elle annonce officiellement un nouveau projet et un nouveau single appelé DA qui sort le 29 avril 2022.
Le 3 mars 2023, Shay sort le premier single de son troisième album Jolie Go qui est certifié single d’or et qu'elle interprète lors de la cérémonie des Flammes.
Le 6 octobre 2023, elle sort le deuxième single de l’album, Commando, qui est un single plus rap. Le clip remporte la Victoire de la création audiovisuelle aux Victoires de la musique 2024.
Elle est également nommée au NRJ Music Awards dans la catégorie artiste féminine francophone de l'année, une première pour elle.
Le 10 novembre, elle sort un nouveau single en featuring avec Niska, Sans cœur qui s’est classé numéro 5 du classement de la SNEP, qui est un record pour une rappeuse depuis Diam's en 2006 et il est certifié single d'or.
Le 19 janvier 2024, l’album Pourvu qu'il pleuve sort, celui-ci fait 7867 ventes la première semaine et se classe à la troisième place du classement de la SNEP, c'est le plus gros démarrage pour un album d'une rappeuse francophone.
Le 29 mars, elle se produit sur la scène de l’Olympia l'Acte I de sa tournée qui a été complète en moins de 2 minutes seulement
Le 25 avril, a lieu la 2e édition des Flammes, elle interprète le single Santa Fe. Elle gagne la Flamme du clip de l’année avec Commando. Elle annonce également un concert au zénith de Paris qui a été complet au bout de 2 minutes.
Le 12 juillet, après sa performance aux Ardentes, une tournée des festivals (Acte II), elle annonce pour son Acte III, une date de concert à Forest National, salle située dans sa ville natale, suivie de deux dates au Zenith de Paris
En décembre, l'album est certifié disque d'or avec plus de 50 000 ventes.
Le 25 février 2025, Shay est présente pour la projection au cinéma Le Grand Rex du film de son concert Acte III filmé en novembre 2024 au Zénith de Paris à la Villette qui est diffusé le lendemain sur la plateforme Arte.

## Mode
Shay s’implique beaucoup dans le milieu de la mode. Tout d'abord, elle devient en 2019 l’égérie de Puma et sa paire de baskets Nova 90 et figure sur les publicités officielles du fabricant allemand.
L'artiste belge, après de nombreuses collaborations, devient l’égérie de la marque de haute-couture britannique Burberry. Repérée par Riccardo Tisci, à la tête de la direction artistique de la marque Burberry, Shay figure sur les campagnes commerciales de la marque dans le monde,.
En août 2020, Shay fait la couverture de Vogue au Japon. La belge devient la première artiste francophone noire à faire la couverture du prestigieux magazine. Elle se dit très fière mais triste que cela relève encore de l’inédit.
En 2024, pour la sortie de Pourvu qu'il pleuve, elle crée une collection de vêtements à l'origine de l'album avec trois Tee-shirts et un Pull-over en ligne sur son site officiel

## Discographie

### Albums
| Année | Album               | Classements | Classements | Classements | Certification | Ventes  |
| Année | Album               | FR          | BEL         | SUI         | Certification | Ventes  |
| ----- | ------------------- | ----------- | ----------- | ----------- | ------------- | ------- |
| 2016  | Jolie Garce         | 48          | 60          | —           | : Platine     | 100 000 |
| 2019  | Antidote            | 5           | 15          | 43          | : Platine     | 100 000 |
| 2024  | Pourvu qu'il pleuve | 3           | 3           | 9           | : Or          | 50 000  |

### Singles
- XCII
- PMW  Diamant[1]
- Biche
- Cabeza  Or
- La go
- Thibault Courtois  Platine
- Ivre (feat. Damso & Benash)  Or
- Pim Pom (feat. Jul)  Or
- Jolie  Or
- Cocorico
- Notif  Platine
- Ich Liebe Dich  Or
- Cœur Wanted
- Amour & désastres
- Même pas bonne  Or
- Oh oui
- Prends ton time
- Liquide (feat. Niska)  Diamant
- DA
- Kobe (feat. Fresh la Peufra)  Or
- Jolie Go  Platine
- Commando
- Sans cœur (feat.Niska)  Diamant
- À l'envers (feat. Gazo)
- Paradis (feat. SCH)
- Shooter
- Santa Fe (Bad Gyal)
- T mimi
- Poison Ivy
- JGG
- Cash

## Distinctions
| Année | Cérémonie               | Prix                                    | Travail nommé       | Résultat   | Réf.   |
| ----- | ----------------------- | --------------------------------------- | ------------------- | ---------- | ------ |
| 2023  | Les Flammes             | La flamme du clip de l’année            | DA                  | Nomination |        |
| 2023  | NRJ Music Awards        | Artiste féminine francophone de l'année | Elle-même           | Nomination | [ 48 ] |
| 2024  | Victoires de la musique | Création audiovisuelle                  | Commando            | Lauréat    |        |
| 2024  | Les Flammes             | Flamme du clip de l’année               | Commando            | Lauréat    | [ 49 ] |
| 2024  | Planete Rap             | Artistes français                       | Elle-même           | Nomination | [ 50 ] |
| 2024  | Planete Rap             | Album de l’année                        | Pourvu qu'il pleuve | Nomination | [ 51 ] |
| 2025  | Victoires de la musique | Concert de l’année                      | Acte III            | Nomination |        |
| 2025  | Les Flammes             | Artiste féminine de l’année             | Elle-même           | Lauréat    |        |
| 2025  | Les Flammes             | Révélation scénique de l’année          | Acte III            | Lauréat    |        |
| 2025  | Les Flammes             | Concert de l’année                      | Acte III            | Nomination |        |